# Liga Nacional Superior de Voleibol Femenino 2012-13
La Liga Nacional Superior de Voleibol del Perú 2012-2013 (oficialmente Liga Nacional de Voleibol Femenino "Copa Movistar" por razones de patrocinio), será la novena edición desde la implantación de esta competencia nacional de clubes, se iniciará el 12 de diciembre de 2012 con el programado partido inaugural de temporada entre USM de Vóley y DWK de Vóley.

## Formato de competición
A diferencia de años anteriores, el campeonato se dividirá en dos etapas. La primera que enfrentará a todos contra todos, cada equipo jugará 11 partidos. La segunda que será llamada de ‘Eliminación en Play Off’, los primeros ocho armarán cuartos de final de acuerdo a su ubicación en la tabla. Los equipos se irán eliminando hasta llegar a la final y tener un ganador.
La mayoría de encuentros de la primera fase se disputaron en el Coliseo Manuel Bonilla de Miraflores. En la segunda fase se utilizó el Coliseo Miguel Grau del Callao y para la final, el Coliseo Eduardo Dibos.

## Equipos participantes
| Club                      | Ciudad   | Entrenador           | Coliseo        | Capacidad |
| ------------------------- | -------- | -------------------- | -------------- | --------- |
| Alianza Lima              | Lima     | Carlos Aparicio      | Manuel Bonilla | 6.500     |
| Deportivo Géminis         | Lima     | Enrique Briceño      | Manuel Bonilla | 6.500     |
| Deportivo Wanka           | Lima     | Edwin Jiménez        | Manuel Bonilla | 6.500     |
| Divino Maestro            | Lima     | Carlos Rivero        | Manuel Bonilla | 6.500     |
| Latino Amisa              | Lima     | César Arrese         | Manuel Bonilla | 6.500     |
| Regatas Lima              | Lima     | Carlos Maldonado     | Manuel Bonilla | 6.500     |
| Sporting Cristal          | Lima     | José Antonio Caceres | Manuel Bonilla | 6.500     |
| Sportivo Italiano         | Lima     | Héctor Agurto        | Manuel Bonilla | 6.500     |
| Túpac Amaru               | Lima     | José Castillo        | Manuel Bonilla | 6.500     |
| Union Vallejo             | Tarapoto | Maxwel Bartra        |                |           |
| Universidad César Vallejo | Trujillo | Natalia Málaga       | Manuel Bonilla | 6.500     |
| Universidad San Martín    | Lima     | Juan Diego García    | Manuel Bonilla | 6.500     |

## Primera fase
Se jugó bajo el formato de todos contra todos para definir a los ocho mejores. Para la repartición de puntos se usó la modalidad de, partido ganado 3-0 o 3-1: 3 puntos para el ganador, 0 puntos para el perdedor. Partido ganado 3-2: 2 puntos para el ganador, 1 punto para el perdedor. Esta etapa inició el 12 de diciembre de 2012 y se prolongó hasta el 8 de abril de 2013

### Tabla de posiciones
|     | Equipos                   | Pts | P  | PG | PP |
| --- | ------------------------- | --- | -- | -- | -- |
| 1.  | Universidad San Martín    | 62  | 22 | 21 | 1  |
| 2.  | Universidad César Vallejo | 60  | 22 | 20 | 2  |
| 3.  | Sporting Cristal          | 48  | 22 | 17 | 5  |
| 4.  | Alianza Lima              | 47  | 22 | 16 | 6  |
| 5.  | Deportivo Géminis         | 38  | 22 | 13 | 9  |
| 6.  | Divino Maestro            | 30  | 22 | 9  | 13 |
| 7.  | Regatas Lima              | 26  | 22 | 9  | 13 |
| 8.  | Unión Vallejo             | 25  | 22 | 9  | 13 |
| 9.  | Deportivo Wanka           | 22  | 22 | 7  | 15 |
| 10. | Sportivo Italiano         | 22  | 22 | 7  | 15 |
| 11. | Latino Amisa              | 8   | 22 | 3  | 19 |
| 12. | Túpac Amaru               | 6   | 22 | 2  | 20 |

|  | Clasificados para la Segunda Fase |

## Segunda fase
|  | Cuartos de final          | Cuartos de final       |                           |              | Semifinales      | Semifinales  |  |  | Final | Final |
|  |                           |                        |                           |              |                  |              |  |  |       |       |
|  |                           |                        |                           |              |                  |              |  |  |       |       |
|  |                           |                        |                           |              |                  |              |  |  |       |       |
|  | Universidad San Martín    | 2                      |                           |              |                  |              |  |  |       |       |
|  | Universidad San Martín    | 2                      |                           |              |                  |              |  |  |       |       |
|  | Unión Vallejo             | 0                      |                           |              |                  |              |  |  |       |       |
|  | Unión Vallejo             | 0                      | Universidad San Martín    | 2            |                  |              |  |  |       |       |
|  |                           |                        | Universidad San Martín    | 2            |                  |              |  |  |       |       |
|  |                           | Alianza Lima           | 0                         |              |                  |              |  |  |       |       |
|  | Alianza Lima              | Alianza Lima           | 0                         | 2            |                  |              |  |  |       |       |
|  | Alianza Lima              |                        |                           | 2            |                  |              |  |  |       |       |
|  | Deportivo Géminis         | 1                      |                           |              |                  |              |  |  |       |       |
|  | Deportivo Géminis         | 1                      | Universidad César Vallejo | 2            |                  |              |  |  |       |       |
|  |                           |                        | Universidad César Vallejo | 2            |                  |              |  |  |       |       |
|  |                           | Universidad San Martín | 1                         |              |                  |              |  |  |       |       |
|  | Universidad César Vallejo | Universidad San Martín | 1                         | 2            |                  |              |  |  |       |       |
|  | Universidad César Vallejo |                        |                           | 2            |                  |              |  |  |       |       |
|  | Regatas Lima              | 0                      |                           |              |                  |              |  |  |       |       |
|  | Regatas Lima              | 0                      | Universidad César Vallejo | 2            | Tercer lugar     | Tercer lugar |  |  |       |       |
|  |                           |                        | Universidad César Vallejo | 2            |                  |              |  |  |       |       |
|  |                           | Sporting Cristal       | 0                         |              |                  |              |  |  |       |       |
|  | Divino Maestro            | Sporting Cristal       | 0                         | 0            | Sporting Cristal | 2            |  |  |       |       |
|  | Divino Maestro            |                        |                           | 0            | Sporting Cristal | 2            |  |  |       |       |
|  | Sporting Cristal          | 2                      |                           | Alianza Lima | 1                |              |  |  |       |       |
|  | Sporting Cristal          | 2                      |                           |              | 1                |              |  |  |       |       |
|  |                           |                        |                           |              |                  |              |  |  |       |       |
|  |                           |                        |                           |              |                  |              |  |  |       |       |

### Cuartos de final
Los encuentros de esta etapa se disputaron en el Coliseo Miguel Grau en el Callao.

#### Ida
| Fecha    | Encuentro                                | Resultado | Set   | Set   | Set   | Set   | Set | Puntuación total |
| Fecha    | Encuentro                                | Resultado | 1     | 2     | 3     | 4     | 5   | Puntuación total |
| -------- | ---------------------------------------- | --------- | ----- | ----- | ----- | ----- | --- | ---------------- |
| 10-04-13 | Universidad San Martín - Unión Vallejo   | 3-0       | 25-15 | 25-15 | 25-14 |       |     | 75-44            |
| 10-04-13 | Deportivo Géminis - Alianza Lima         | 3-1       | 25-20 | 25-22 | 20-25 | 25-15 |     | 95-84            |
| 12-04-13 | Universidad César Vallejo - Regatas Lima | 3-0       | 25-20 | 25-18 | 25-20 |       |     | 75-58            |
| 12-04-13 | Divino Maestro - Sporting Cristal        | 1-3       | 20-25 | 15-25 | 25-21 | 17-25 |     | 77-96            |

#### Vuelta
| Fecha    | Encuentro                                | Resultado | Set   | Set   | Set   | Set   | Set  | Puntuación total |
| Fecha    | Encuentro                                | Resultado | 1     | 2     | 3     | 4     | 5    | Puntuación total |
| -------- | ---------------------------------------- | --------- | ----- | ----- | ----- | ----- | ---- | ---------------- |
| 13-04-13 | Unión Vallejo - Universidad San Martín   | 1-3       | 25-20 | 11-25 | 16-25 | 14-25 |      | 66-95            |
| 13-04-13 | Alianza Lima - Deportivo Géminis         | 3-2       | 21-25 | 15-25 | 26-24 | 25-13 | 15-9 | 102-96           |
| 13-04-13 | Universidad César Vallejo - Regatas Lima | 3-0       | 25-15 | 25-23 | 25-21 |       |      | 75-59            |
| 13-04-13 | Sporting Cristal - Divino Maestro        | 3-0       | 25-22 | 25-22 | 25-19 |       |      | 75-63            |

#### Definición Extra
| Fecha    | Encuentro                        | Resultado | Set   | Set   | Set   | Set   | Set  | Puntuación total |
| Fecha    | Encuentro                        | Resultado | 1     | 2     | 3     | 4     | 5    | Puntuación total |
| -------- | -------------------------------- | --------- | ----- | ----- | ----- | ----- | ---- | ---------------- |
| 14-04-13 | Alianza Lima - Deportivo Géminis | 3-2       | 25-20 | 25-18 | 20-25 | 26-28 | 15-8 | 111-99           |

### Semifinales
Los partidos de esta etapa se disputaron en el Coliseo Manuel Bonilla excepto el encuentro de vuelta entre Universidad César Vallejo y Sporting Cristal que se disputó en el Coliseo Gran Chimú de Trujillo.

#### Ida
| Fecha    | Encuentro                                    | Resultado | Set   | Set   | Set   | Set | Set | Puntuación total |
| Fecha    | Encuentro                                    | Resultado | 1     | 2     | 3     | 4   | 5   | Puntuación total |
| -------- | -------------------------------------------- | --------- | ----- | ----- | ----- | --- | --- | ---------------- |
| 17-04-13 | Universidad San Martín - Alianza Lima        | 3-0       | 25-19 | 25-13 | 25-23 |     |     | 75-55            |
| 17-04-13 | Sporting Cristal - Universidad César Vallejo | 0-3       | 13-25 | 19-25 | 19-25 |     |     | 51-75            |

#### Vuelta
| Fecha    | Encuentro                                    | Resultado | Set   | Set   | Set   | Set   | Set | Puntuación total |
| Fecha    | Encuentro                                    | Resultado | 1     | 2     | 3     | 4     | 5   | Puntuación total |
| -------- | -------------------------------------------- | --------- | ----- | ----- | ----- | ----- | --- | ---------------- |
| 19-04-13 | Alianza Lima - Universidad San Martín        | 1-3       | 7-25  | 25-22 | 19-25 | 13-25 |     | 64-97            |
| 19-04-13 | Universidad César Vallejo - Sporting Cristal | 3-0       | 25-14 | 25-15 | 25-17 |       |     | 75-46            |

### Tercer Puesto
Los partidos de llevaron a cabo en el Coliseo Eduardo Dibos.
| Fecha    | Encuentro                       | Resultado | Set   | Set   | Set   | Set   | Set   | Puntuación total |
| Fecha    | Encuentro                       | Resultado | 1     | 2     | 3     | 4     | 5     | Puntuación total |
| -------- | ------------------------------- | --------- | ----- | ----- | ----- | ----- | ----- | ---------------- |
| 25-04-13 | Alianza Lima - Sporting Cristal | 3-2       | 20-25 | 16-25 | 25-20 | 25-21 | 15-13 | 101-104          |
| 27-04-13 | Sporting Cristal - Alianza Lima | 3-0       | 25-22 | 25-20 | 25-22 |       |       | 75-64            |
| 28-04-13 | Sporting Cristal - Alianza Lima | 3-0       | 25-23 | 25-18 | 25-18 |       |       | 75-59            |

### Final
Al igual que la definición por el tercer puesto, los partidos de llevaron a cabo en el Coliseo Eduardo Dibos.
| Fecha    | Encuentro                                          | Resultado | Set   | Set   | Set   | Set   | Set   | Puntuación total |
| Fecha    | Encuentro                                          | Resultado | 1     | 2     | 3     | 4     | 5     | Puntuación total |
| -------- | -------------------------------------------------- | --------- | ----- | ----- | ----- | ----- | ----- | ---------------- |
| 25-04-13 | Universidad San Martín - Universidad César Vallejo | 3-2       | 25-13 | 19-25 | 23-25 | 25-20 | 15-12 | 107-95           |
| 27-04-13 | Universidad César Vallejo - Universidad San Martín | 3-0       | 25-21 | 25-21 | 25-20 |       |       | 75-62            |
| 28-04-13 | Universidad César Vallejo - Universidad San Martín | 3-2       | 25-18 | 20-25 | 17-25 | 25-18 | 15-10 | 102-96           |

| Perú                                  |
| Campeón                               |
| Universidad César Vallejo 1.er título |

## Premios individuales
Culminado el certamen se premiaron a las mejores jugadoras del torneo:

## Medallero
|  | Equipos                   |
|  | ------------------------- |
|  | Universidad César Vallejo |
|  | Universidad San Martín    |
|  | Sporting Cristal          |

|  | Clasificadas al Campeonato Sudamericano de Clubes de Voleibol Femenino |